# Trilogia original de Star Wars
A Trilogia Original de Star Wars, comercializada anteriormente como Trilogia Star Wars (e comumente referida como "Trilogia Original") compõe a primeira série de filmes do universo cinematográfico de Star Wars, uma franquia de mídia de ficção científica criada por George Lucas. A Trilogia Original foi inteiramente produzida pela Lucasfilm e distribuída pela 20th Century Fox, sendo composta pelos filmes: Star Wars (1977), The Empire Strikes Back (1980) e Return of the Jedi (1983). Narrada in medias res, esta seção do universo Star Wars serve como segundo ato da "Saga Skywalker" e foi sucedida pela Trilogia Prequela (1999-2005) e pela Trilogia Sequência (2015-2019).
Os três filmes narram a Guerra Civil Galáctica travada entre a Aliança Rebelde e o tirânico Império Galáctico, bem como a jornada tipicamente heroica de Luke Skywalker em sua tentativa de se tornar um Cavaleiro Jedi. Após passar por um treinamento pelos mestres Yoda e Obi-Wan Kenobi, Skywalker se une à Princesa Leia Organa e o pistoleiro Han Solo contra as investidas do poderoso e temido Darth Vader.
O primeiro filme da trilogia, que também é o primeiro filme produzido de toda a franquia, foi bem avaliado pela crítica e considerado um sucesso comercial estrondoso. O filme foi elogiado pelo enredo, evolução dos personagens, a trilha sonora de John Williams e seus avanços em efeitos visuais. A New Hope superou Jaws (1975) como o filme de maior bilheteria de todos os tempos, sendo um dos responsáveis por popularizar os filmes de ficção científica e space opera. Nos anos seguintes, seu sucessor - The Empire Strikes Back - também foi considerado um dos maiores filmes de todos os tempos. O sucesso da trilogia pavimentou o caminho para a realização de novos filmes e tornou Star Wars um fenômeno cultural em escala global.

## Antecedentes
Em 1971, George Lucas desejava uma adaptação do seriado Flash Gordon, mas não conseguiu os direitos de produção. O cineasta começou, então, a desenvolver sua própria narrativa inspirado nas obras de Edgar Rice Burroughs. Imediatamente após dirigir American Graffiti (1973), Lucas escreveu um sinopse de duas páginas para sua space opera intitulado Journal of the Whills. Apesar de rejeitado pela United Artists, Universal Studios e Disney, o projeto do filme foi aceito pela 20th Century Fox. Lucas, sentindo que o enredo era muito difícil de entender, passou a trabalhar num roteiro intitulado Star Wars baseado fortemente em The Hidden Fortress (1958), de Akira Kurosawa. Em maio de 1974, Lucas expandiu a narrativa para a primeira etapa do roteiro adicionando elementos como os Sith e a Estrela da Morte, mas continuava acreditando ser muito enredo para um único filme. 
Em seguida, Lucas negociou os direitos de produção de uma sequência. Tom Pollock, seu advogado na época, afirma: "Chegamos a um acordo que Lucas ficaria com os direitos da sequência. Não tudo que viria depois, apenas os direitos de sequência. E a Fox ficaria com a primeira oportunidade e última recusa em fazer o filme". Lucas recebeu uma proposta de 50 mil dólares para escrever, outros 50 mil dólares para produzir e 50 mil dólares para dirigir. O cineasta também negociou os direitos de sequência e 40% dos rendimentos da franquia. O ator Harrison Ford, que havia colaborado com Lucas em American Graffiti, havia desistido da carreira de ator para se tornar um carpinteiro, mas foi convencido pelo diretor a interpretar Han Solo. 

## Elenco
Milhares de atores foram consultados para atuar no primeiro filme. Os selecionados foram considerados bons em cena apesar da inexperiência do elenco em geral. A maior parte do elenco era desconhecida do grande público, com exceção dos notáveis Alec Guinness e Peter Cushing que interpretaram o protagonista e o antagonista do primeiro filme, respectivamente. Alguns membros do elenco, como Ford, consideraram os diálogos confusos e diversas falas improvisadas foram mantidas na edição final, tornando-se momentos memoráveis da cultura coletiva da franquia.

## Filmes
Star Wars foi lançado em 25 de maio de 1977; o herói relutante Luke Skywalker é jogado numa disputa espacial entre o Império Galáctico e a Aliança Rebelde junto com dois droides e um misterioso Cavaleiro Jedi; Luke ajuda a Aliança numa das batalhas mais decisivas de sua história. O sucesso inesperado do filme levou Lucas a produzir material para uma sequência de filmes criando uma série. Com a complexidades do material criado, ucas decidiu que seria um trilogia de trilogias e o filme original passou a ser comercializado como Episode IV - A New Hope evidenciando que seria a primeira parte de uma segunda trilogia. A primeira sequência, Star Wars: Episode V – The Empire Strikes Back, foi lançada em 21 de maio de 1980 e narra como Luke iniciou seu treinamento Jedi e seu primeiro contato com Mestre Yoda. Luke confronta o Lorde Sith Darth Vader e, eventualmente, descobre que se trata de seu lendário pai. O terceiro filme, Episode VI – Return of the Jedi, foi lançado em 25 de maio de 1983 e apresenta Luke como um Jedi completamente treinado que agora busca perdoar Vader e trazer a paz para a galáxia. 
| Filme                   | Data de lançamento | Direção          | Roteiro                        | Produção         | Distribuição                         |
| ----------------------- | ------------------ | ---------------- | ------------------------------ | ---------------- | ------------------------------------ |
| Star Wars               | 25 de maio de 1977 | George Lucas     | George Lucas                   | Gary Kurtz       | 20th Century Fox Walt Disney Studios |
| The Empire Strikes Back | 21 de maio de 1980 | Irvin Kershner   | Leigh Brackett Lawrence Kasdan | Gary Kurtz       | 20th Century Fox Walt Disney Studios |
| Return of the Jedi      | 25 de maio de 1983 | Richard Marquand | Lawrence Kasdan George Lucas   | Howard Kazanjian | 20th Century Fox Walt Disney Studios |

### A New Hope(1977)
Uma nave espacial rebelde foi interceptada pelo Império Galáctico no desértico planeta Tatooine. A bordo, o maligno Darth Vader e suas tropas capturam a Princesa Leia Organa, suspeita de ser membro da Aliança Rebelde que luta contra o Império. Antes de sua captura, Leia envia uma mensagem ao Mestre Jedi isolado Obi-Wan Kenobi sobre a construção de uma arma de alta destruição. As informações chegam até Luke Skywalker, um fazendeiro que foi criado pelos seus tios paternos. Luke ajuda os droides a localizar Obi-Wan, agora um velho eremita solitário conhecido como "Ben Kenobi". Ele se revela como um amigo do pai desaparecido de Luke, Anakin Skywalker e diz a Luke que ele também deve se tornar um Jedi. Depois de descobrir que a propriedade de sua família foi destruída pelo Império, eles vão para Mos Eisley e contratam o contrabandista Han Solo, seu co-piloto wookiee Chewbacca e seu cargueiro espacial, a Millennium Falcon.
O primeiro esboço, intitulado The Star Wars, apresentou "a Força" e o jovem herói Luke Starkiller. "Annikin" aparecia como o pai de Luke, um sábio cavaleiro Jedi. Entre rascunhos, Lucas leu The Hero with a Thousand Faces, de Joseph Campbell, e ficou surpreso ao descobrir que sua história "estava seguindo temáticas clássicas". O terceiro esboço substituiu (um falecido) "Annikin" por Ben Kenobi. Alguns meses depois, Lucas negociou um contrato que lhe dava direitos para duas sequências. Lucas contratou Alan Dean Foster, que estava escrevendo a romanização do primeiro filme, para escrevê-los – com a principal restrição criativa de que eles deveriam ser filmados com um orçamento baixo. Em 1976, um quarto esboço havia sido preparado para a filmagem principal. O filme foi intitulado The Adventures of Luke Starkiller, retirado de Journal of the Whills, Saga I: The Star Wars. Durante a produção, Lucas mudou o sobrenome de Luke para Skywalker e encurtou o título para The Star Wars e, finalmente, apenas Star Wars. Nesse ponto, Lucas não esperava que o filme garantisse sequências em grande escala. O quarto esboço do roteiro sofreu mudanças sutis para se tornar uma história independente que termina com a destruição do Império na Estrela da Morte. A intenção era que se o filme fosse bem sucedido, Lucas poderia adaptar os romances de Foster em sequências de baixo orçamento. Até então, Lucas havia desenvolvido uma história provisória para ajudar no desenvolvimento da saga.
Star Wars superou todas as expectativas. O sucesso do filme e suas vendas de mercadorias levaram Lucas a fazer de Star Wars a base de uma elaborada série de filmes e usar os lucros para financiar seu centro de filmagem, o Rancho Skywalker. Após o lançamento da primeira sequência, o filme original foi subtitulado como Episódio IV: Uma Nova Esperança em todos os relançamentos subsequentes, começando com um relançamento nos cinemas em 1981.

### The Empire Strikes Back(1980)
Três anos após a destruição da Estrela da Morte, o Império força a Aliança Rebelde a evacuar sua base secreta para Hoth. Instruído pelo espírito de Obi-Wan, Luke viaja para o mundo pantanoso de Dagobah para encontrar o Mestre Jedi Yoda em seu exílio. O treinamento Jedi de Luke é interrompido por Vader, que o atrai para uma armadilha capturando Han e Leia em Cloud City, porto mineiro governado por um antigo aliado de Han, Lando Calrissian. Durante um duelo acirrado, Vader revela ser o pai de Luke.
Devido a preocupações financeiras, o romance de Alan Dean Foster, Splinter of the Mind's Eye (1978), restringiu a narrativa à Luke, Leia e Darth Vader. Após o sucesso do filme original, Lucas sabia que uma sequência teria um orçamento razoável e contratou Leigh Brackett para escrevê-la a partir da história de Lucas. Foster concluiu um esboço no início de 1978, mas morreu antes que Lucas pudesse discutir as mudanças que desejava. Sua decepção com o primeiro esboço pode tê-lo feito considerar novas direções. Então, Lucas escreveu um novo esboço, sendo este o primeiro roteiro a apresentar numeração episódica para cada filme da saga. Lucas considerou este esboço agradável de escrever em contraste com suas dificuldades ao traçar os planos para o primeiro filme e rapidamente produziu mais dois roteiros até abril de 1978. O ponto central na trama da paternidade de Luke Skywalker e sua relação misteriosa com Darth Vader teve um impacto singular em todos os demais filmes e romances produzidos. Após escrever esses esboços, Lucas detalhou a narrativa entre Anakin, Obi-Wan e o Imperador.
Com esta nova narrativa, Lucas decidiu que a série seria uma "trilogia de trilogias", designando a primeira sequência Episódio V: O Império Contra-Ataca no esboço seguinte. Lawrence Kasdan, que havia acabado de escrever Raiders of the Lost Ark, foi contratado para escrever os próximos rascunhos e recebeu informações adicionais do diretor Irvin Kershner. Kasdan, Kershner e o produtor Gary Kurtz viram este segundo filme como uma trama mais dramática e adulta, desenvolvendo a sequência a partir dos trechos de aventura leve do primeiro filme.

### Return of the Jedi(1983)
Cerca de um ano após a captura de Han, Skywalker se une à Leia Organa e Lando em uma tentativa de resgatá-lo do gângster Jabba the Hutt. Em seguida, Skywalker retorna a Dagobah para completar seu treinamento Jedi e encontra Yoda já em seu leito de morte. Em suas últimas palavras, Yoda confirma a verdade sobre o pai de Luke e que este deve confrontar Vader novamente para completar seu treinamento. Enquanto os rebeldes lideram um ataque à segunda Estrela da Morte, Luke envolve Vader em um duelo de sabres de luz enquanto o Imperador observa; ambos os Lordes Sith pretendem levar Luke para o Lado Sombrio e torná-lo como seu aprendiz.
Ford originalmente não havia confirmado sua atuação em uma segunda sequência, mas foi convencido a retornar sob a condição de que seu personagem morresse. Kurtz queria um final melancólico e cheio de nuances delineado com Lucas que não apenas visse Han morto, mas também retratasse as forças rebeldes derrotadas, Leia lutando como uma rainha e Luke caminhando sozinho (como os finais de filmes de Spaghetti western) – enquanto Lucas desejava um final mais emblemático. Isso levou à tensão entre os dois, resultando na saída de Kurtz da produção.

## Temática

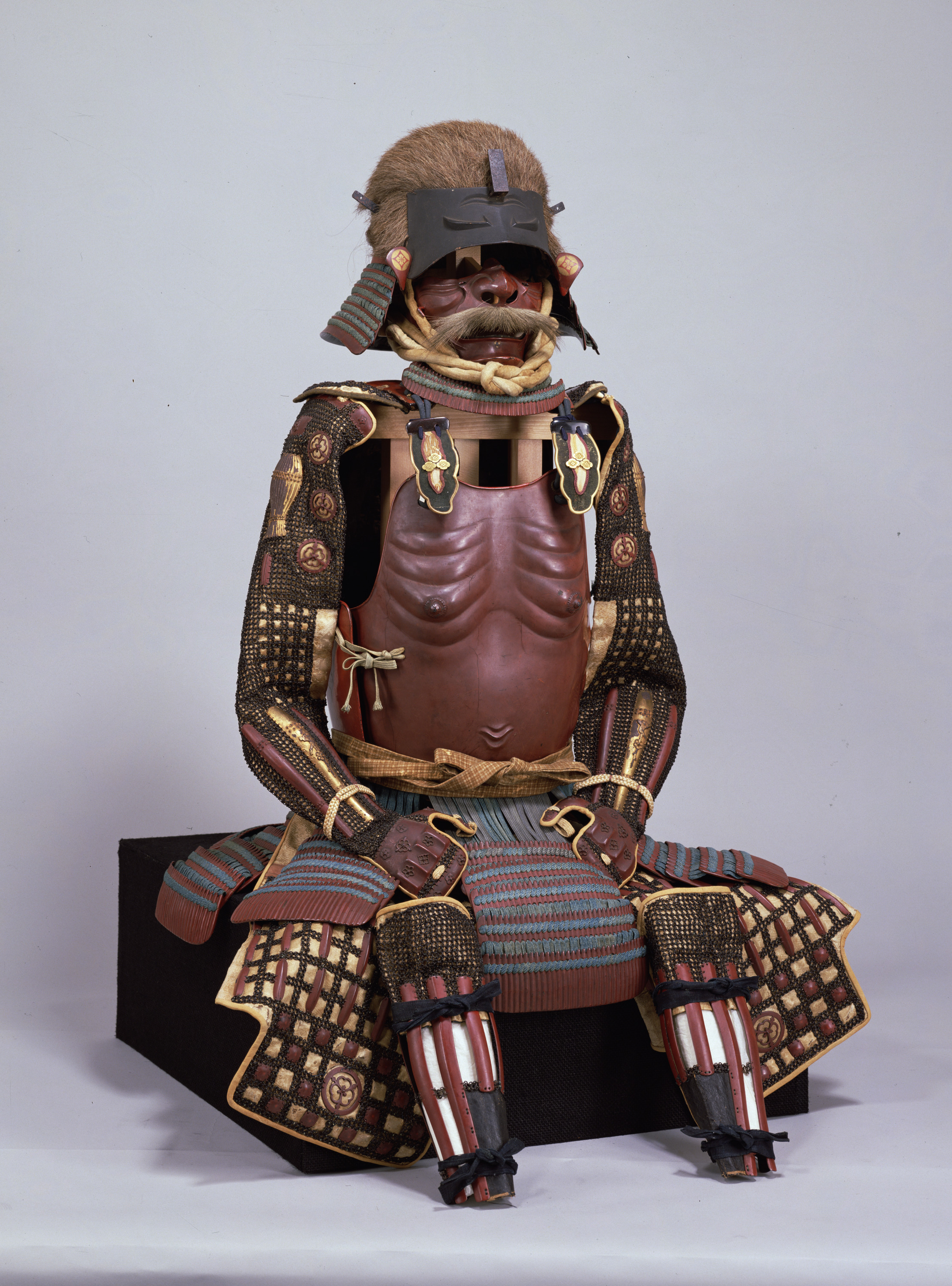
A armadura dos samurai foi uma inspiração direta para a concepção da notória armadura de Darth Vader.

A trilogia Star Wars, ao contrário da ficção científica que apresenta cenários elaborados e futuristas, retrata a galáxia como um ambiente sujo e obscuro no conceito de Lucas de um "universo usado". Isso foi em parte inspirado pelos filmes de drama histórico de Akira Kurosawa, que como a Trilogia original de Star Wars, muitas vezes começam in medias res sem explicar uma narrativa por completo.

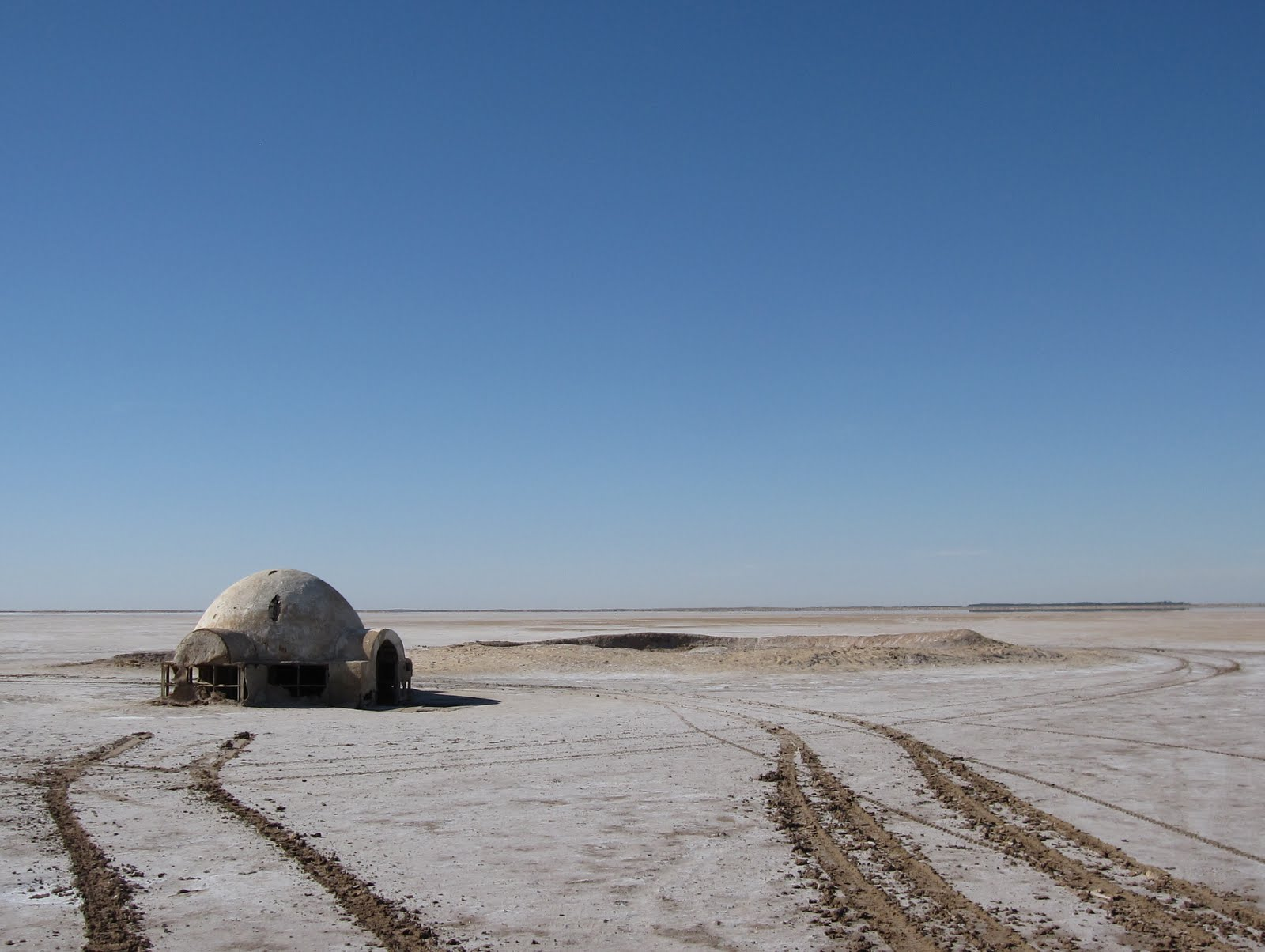
Chott el Jerid, Tunísia, serviu de locação para o planeta desértico Tatooine. A Trilogia Original retrata a galáxia em sua decadência social e política.

A ciência política foi um elemento importante de Star Wars desde a franquia lançada em 1977, com foco nos embates entre os ideais de democracia e ditadura. O design de Darth Vader, inicialmente inspirado na armadura Samurai, também incorporou elementos do Stahlhelm, o capacete militar alemão introduzido durante a Primeira Guerra Mundial. Lucas originalmente concebeu os Sith como um grupo que servia ao Imperador da mesma forma que a Schutzstaffel (SS) servia Adolf Hitler; isso foi condensado em um personagem na forma de Vader. Lucas também traçou paralelos entre Palpatine e ditadores históricos como Júlio César, Napoleão Bonaparte e políticos contemporâneos como o Presidente estadunidense Richard Nixon. O nome das unidades do exército imperial - Stormtroopers - foi claramente inspirado nos Stosstruppen do Império Alemão enquanto seus uniformes são semelhantes aos das forças alemãs durante a Segunda Guerra Mundial. Termos da Segunda Guerra Mundial foram usados para nomes nos filmes como, por exemplo, os planetas Kessel (um termo que se refere a um grupo de forças cercadas) e Hoth (em referência a Hermann Hoth, um general alemão que serviu na Frente Oriental coberta de neve). As tomadas dos comandantes olhando através dos walkers AT-AT em The Empire Strikes Back lembram os interiores dos tanques, e as batalhas espaciais no filme original foram baseadas em combates aéreos de ambas as guerras mundiais.

## Impacto e legado

### Na cultura popular

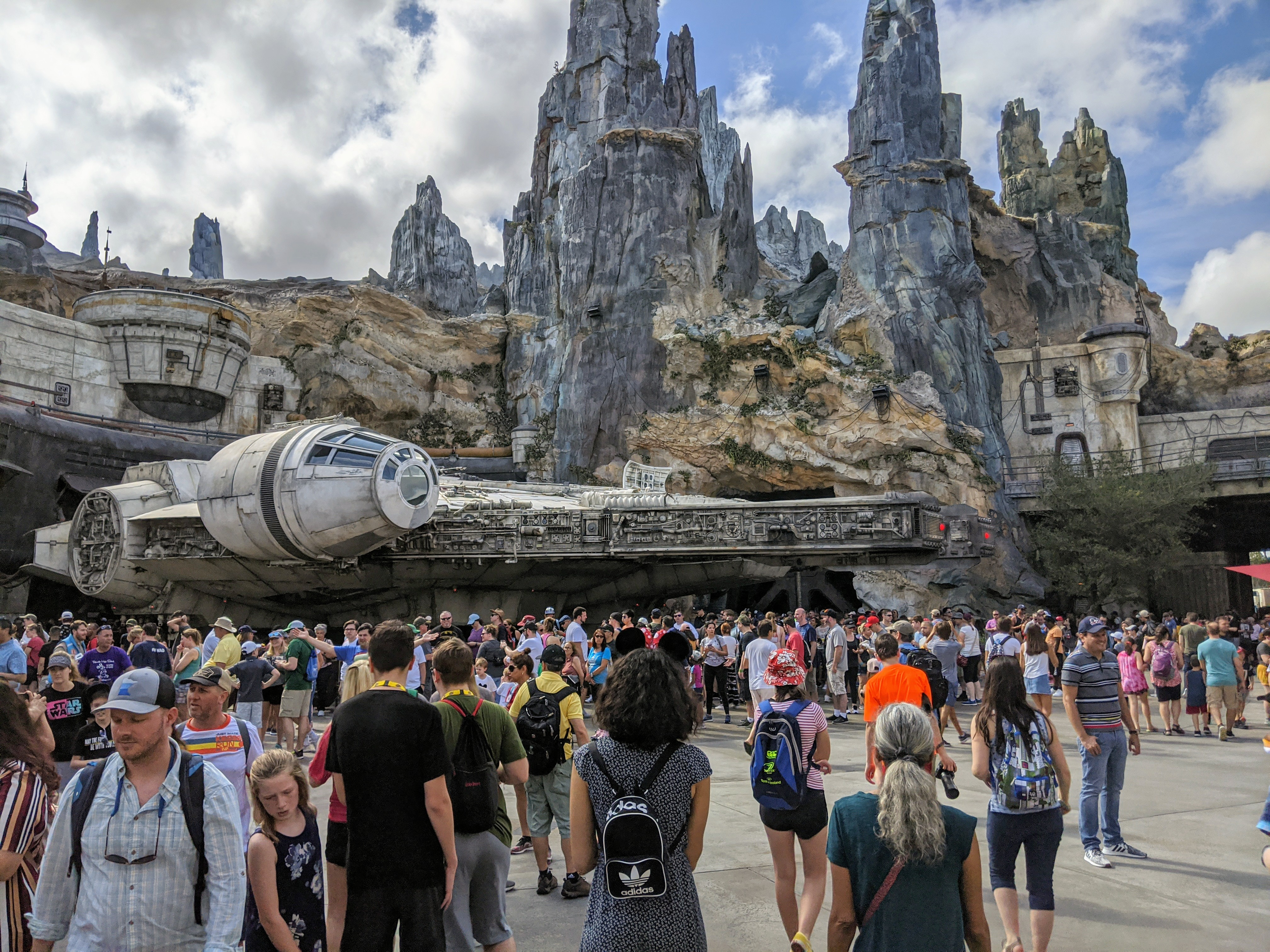
Plataforma da Millennium Falcon integra a atração Star Wars: Galaxy's Edge, no Disney's Hollywood Studios.

A popularidade dos filmes gerou inúmeras referências em obras de cultura popular de séries de TV como The Simpsons, Family Guy, South Park e Robot Chicken e filmes como Clerks, Free Guy e Toy Story 2, e no léxico político, como no apelido dado por Ted Kennedy à Iniciativa Estratégica de Defesa de Ronald Reagan. As realizações artísticas e tecnológicas da trilogia influenciaram outros cineastas, incluindo Ridley Scott, James Cameron, David Fincher, Joss Whedon, Peter Jackson e Christopher Nolan, bem como o diretor da Trilogia sequela J. J. Abrams.
O sucesso crítico e comercial desta trilogia alavancou a carreira da maioria de seus protagonistas, incluindo Mark Hamill, Carrie Fisher, Harrison Ford, James Earl Jones e Billy Dee Williams.

### Trilogias seguintes
O sucesso e o grande impacto da Trilogia original de Star Wars levou à produção de mais duas trilogias, ambas financeiramente bem-sucedidas, com cada filme recebendo críticas mistas a positivas individualmente.
A "Trilogia Prequela" consiste nos filmes The Phantom Menace (1999), Attack of the Clones (2002) e Revenge of the Sith (2005), todos dirigidos por George Lucas. As prequelas contam com Baker, Daniels, Oz, Mayhew e McDiarmid reprisando seus papéis da Trilogia original além de Ewan McGregor, Natalie Portman, Hayden Christensen, Liam Neeson e Samuel L. Jackson interpretando novos personagens. Depois de completar sua saga criativa de seis filmes, Lucas afirmou que não haveria mais sequências. 
Em 2012, a The Walt Disney Company adquiriu a Lucasfilm e iniciou a produção de uma "Trilogia Sequela" composta pelos filmes The Force Awakens (2015), The Last Jedi (2017) e The Rise of Skywalker (2019). Lucas, no entanto, teve pouco envolvimento direto no processo criativo desses filmes. O novo elenco conta com Daisy Ridley, John Boyega, Oscar Isaac, Adam Driver, Domhnall Gleeson e Andy Serkis e ainda com o elenco original principal reprisando seus papéis.